# Lamprologus tigripictilis
Lamprologus tigripictilis är en fiskart som beskrevs av Robert C. Schelly och Melanie L. J. Stiassny 2004. Lamprologus tigripictilis ingår i släktet Lamprologus och familjen Cichlidae. IUCN kategoriserar arten globalt som sårbar. Inga underarter finns listade i Catalogue of Life.